# Paul Attanasio
Pour les articles homonymes, voir Attanasio.
Paul Attanasio, né le 14 novembre 1959 dans le Bronx (New York), est un producteur de télévision et scénariste américain.

## Biographie
Paul Attanasio est né dans le Bronx le 14 novembre 1959 à New York. Il devint critique de cinéma dans le Washington Post de 1984 à 1987 et commença sa carrière de scénariste avec la sitcom Doctor Doctor en 1989.
Il fut nommé à l'oscar du meilleur scénario adapté à deux reprises, pour Quiz Show (en 1995) et Donnie Brasco (en 1998) et remporta le BAFTA dans le même catégorie pour Quiz Show.
Il participa également à l'écriture des films Harcèlement, Sphère, La Somme de toutes les peurs et The Good German.
Avec sa femme, Katie Jacobs, via leur société de production Heel and Toe Films (it), il a produit plusieurs séries télévisées diffusées par la chaîne FOX, dont Dr House ou Century City.

## Filmographie

### En tant que producteur
- 2000–2001 : Gideon's Crossing
- 2002 : R.U.S./H. (téléfilm)
- 2004–2005 : Century City
- 2004–2012 : Dr House

### En tant que scénariste

#### Au cinéma
- 1994 : Quiz Show de Robert Redford
- 1994 : Harcèlement de Barry Levinson
- 1997 : Donnie Brasco de Mike Newell
- 1998 : Sphère de Barry Levinson
- 2002 : La Somme de toutes les peurs (The Sum of All Fears) de Phil Alden Robinson
- 2006 : The Good German de Steven Soderbergh
- 2006 : Poséidon de Wolfgang Petersen

#### À la télévision
- 1989 : Doctor Doctor
- 1993–1999 : Homicide (Homicide: Life on the Street)
- 2000–2001 : Gideon's Crossing
- 2002 : R.U.S./H.
- 2004–2005 : Century City
- 2004–2012 : Dr House
- 2008 : Courtroom K
- 2016–2019 : Bull

## Distinctions

### Récompenses
- London Critics Circle Film Awards : Scénariste de l'année pour Quiz Show et pour Harcèlement (1994)
- BAFTA Awards : Meilleur scénario adapté pour Quiz Show (1995)
- ShoWest Convention : Scénariste de l'année pour Quiz Show (1995)

### Nominations
- Oscars du cinéma : Meilleur scénario adapté pour Quiz Show (1995)
- Golden Globes : Meilleur scénario adapté pour Quiz Show (1995)
- WGA Awards : Meilleur scénario adapté pour Quiz Show (1995)
- Oscars du cinéma : Meilleur scénario adapté pour Donnie Brasco (1998)
- Chlotrudis Awards : Meilleur scénario pour Donnie Brasco (1998)
- Prix Edgar-Allan-Poe : Meilleur scénario pour Donnie Brasco (1998)
- USC Scripter Award (en) : Meilleur scénario pour Donnie Brasco (1998)
- WGA Awards : Meilleur scénario adapté pour Donnie Brasco (1995)
- Emmy Awards : Meilleure série dramatique pour Dr House (2006, 2007, 2008 et 2009)
- Humanitas Prize : promotion de la dignité humaine dans la catégorie 60 minutes pour Gideon's Crossing : épisode The Lottery (2001)